# 瀧悌三
瀧 悌三（たき ていぞう、1931年11月6日 - ）は、美術評論家。
東京生まれ。1955年東京大学文学部美学美術史学科卒業。日本経済新聞社入社。文化部に勤務、編集委員として美術を担当、1992年11月退社。『二科70年史』の編纂など美術史の研究、美術評論に活躍。

## 著書
- 『前田寛治』日動出版部 1977
- 『一期は夢よ鴨居玲』日動出版部 1991
- 『日本近代美術事件史』東方出版 1993
- 『ほんねはんぶん』生活の友社 Mado美術文庫 1993
- 『芸苑雑事記』生活の友社 1998
- 『日本の洋画界七十年 画家と画商の物語』日動画廊編 日経事業出版社 2000
- 『澪標記』生活の友社 2013（雨宮治郎の一族を描く）

### 編纂・監修
- 『現代日本画全集 第17巻 加山又造』集英社 1980
- 『現代の水彩画』共編集 第一法規出版 1984
- 『20世紀日本の美術 アート・ギャラリー・ジャパン 5 平山郁夫/前田青邨』村瀬雅夫共責任編集 集英社 1986
- 『20世紀日本の美術 アート・ギャラリー・ジャパン 9 髙山辰雄/山本丘人』小池賢博共責任編集 集英社 1987
- 『両洋の眼二十一世紀の絵画』米倉守共監修 美術年鑑社 1999
- 『美じょん新報』第233号、2019（平成31）年2月20日発行「評壇」4頁